# Anchoviella cayennensis
Anchoviella cayennensis is een  straalvinnige vissensoort uit de familie van ansjovissen (Engraulidae). De wetenschappelijke naam van de soort is voor het eerst geldig gepubliceerd in 1946 door Puyo.